# Leslie Mann
Leslie Mann (ur. 26 marca 1972 w San Francisco) – amerykańska aktorka. Znana głównie z ról w filmach komediowych, gdzie często towarzyszy jej mąż – Judd Apatow.

## Filmografia

### Filmy
- 1991: Szkoła dla dziewic jako 'Squiggle' Girl
- 1996: Trzech facetów z Teksasu jako członkini żeńskiego stowarzyszenia
- 1996: Cosas que nunca te dije jako Laurie
- 1996: Ta jedyna jako Connie
- 1996: Telemaniak jako Robin Harris
- 1996: Ostatni sprawiedliwy jako Wanda
- 1997: George prosto z drzewa jako Ursula Stanhope
- 1999: Super tata jako Corinne Maloney
- 2000: Timecode jako Cherine
- 2001: Perfumy jako Camille
- 2002: Kwaśne pomarańcze jako Krista
- 2002: Kasa albo życie (Stealing Harvard) jako Elaine Warner
- 2005: 40-letni prawiczek jako Nicky
- 2007: Wpadka (Knocked Up) jako Debbie
- 2008: Drillbit Taylor: Ochroniarz amator jako Lisa Zachey
- 2009: I Love You Phillip Morris jako Debbie
- 2009: Funny People jako Laura
- 2009: Kamień życzeń – magiczne przygody jako mama Thompson
- 2009: Znów mam 17 lat (17 Again) jako Scarlett
- 2011: Rio jako Linda (głos)
- 2011: Zamiana ciał jako Jamie
- 2012: 40 lat minęło (This is Forty) jako Debbie
- 2014: Inna kobieta jako Kate King

### Seriale
- 1994: Birdland jako siostra Mary
- 2000: Luzaki i kujony jako panna Foote (gościnnie)
- 2011: Współczesna rodzina jako Katie (gościnnie)